# (74328) 1998 UB44
(74328) 1998 UB44 – planetoida z pasa głównego asteroid okrążająca Słońce w ciągu 4,33 lat w średniej odległości 2,65 j.a. Odkryta 16 października 1998 roku.